# Jonas Brothers American Club Tour
Die Jonas Brothers American Club Tour war die zweite Tour der amerikanischen Band Jonas Brothers, bei der sie als Headliner agierte. Die Tour startete am 28. Januar 2006 und endete am 3. März 2006.

## Hintergrund und Wissenswertes
Bei dieser Tour eröffneten die Jonas Brothers für das Musikduo The Veronicas, deshalb existieren auch zwei Namen für die Tournee: Jonas Brothers American Club Tour und The Veronicas 2006 US Tour. Es handelt sich also um die gleiche Tour, wobei sie von Seiten der Jonas Brothers auch einen eigenen Namen hat, obwohl die Band nur Vorgruppe war.
Die zweite Tour der Band diente, genauso wie die erste, der Promotion des Debütalbums It’s About Time. Die Tournee begann am 28. Januar 2006 und endete am 3. März desselben Jahres, wobei alle Konzerte in den Vereinigten Staaten stattfanden. Die Band trat fast ausschließlich in kleineren Clubs auf, daher auch der Name. Insgesamt spielte die Band 27 Konzerte.

## Konzerte
| Datum            | Stadt            | Land               | Veranstaltungsort   |
| ---------------- | ---------------- | ------------------ | ------------------- |
| Nordamerika      |                  |                    |                     |
| 28. Januar 2006  | Roseville        | Vereinigte Staaten | Underground Cafe    |
| 30. Januar 2006  | Seattle          | Vereinigte Staaten | Crocodile           |
| 31. Januar 2006  | Portland         | Vereinigte Staaten | Roseland Grill      |
| 2. Februar 2006  | Fort Collins     | Vereinigte Staaten | The Starlight       |
| 3. Februar 2006  | Denver           | Vereinigte Staaten | Rock Island         |
| 4. Februar 2006  | Kansas City      | Vereinigte Staaten | Uptown Theater      |
| 5. Februar 2006  | Columbia         | Vereinigte Staaten | The Blue Note       |
| 6. Februar 2006  | Minneapolis      | Vereinigte Staaten | 7th Street Entry    |
| 8. Februar 2006  | Chicago          | Vereinigte Staaten | Beat Kitchen        |
| 9. Februar 2006  | Indianapolis     | Vereinigte Staaten | The Emerson Theater |
| 11. Februar 2006 | Columbus         | Vereinigte Staaten | The Basement        |
| 12. Februar 2006 | Buffalo          | Vereinigte Staaten | Town Ballroom       |
| 14. Februar 2006 | New York City    | Vereinigte Staaten | Avalon              |
| 15. Februar 2006 | Boston           | Vereinigte Staaten | The Palladium       |
| 16. Februar 2006 | Providence       | Vereinigte Staaten | Living Room         |
| 17. Februar 2006 | Hartford         | Vereinigte Staaten | Webster Underground |
| 18. Februar 2006 | Washington, D.C. | Vereinigte Staaten | 9:30 Club           |
| 20. Februar 2006 | Philadelphia     | Vereinigte Staaten | North Star          |
| 21. Februar 2006 | Wilkes-Barre     | Vereinigte Staaten | High School         |
| 23. Februar 2006 | Charlotte        | Vereinigte Staaten | Tremont             |
| 24. Februar 2006 | Norfolk          | Vereinigte Staaten | Norva Theatre       |
| 25. Februar 2006 | Charleston       | Vereinigte Staaten | Music Farm          |
| 27. Februar 2006 | Nashville        | Vereinigte Staaten | 3rd & Lindsley      |
| 28. Februar 2006 | Atlanta          | Vereinigte Staaten | Masquerade          |
| 1. März 2006     | Gainesville      | Vereinigte Staaten | Common Grounds      |
| 2. März 2006     | Tampa            | Vereinigte Staaten | State Theatre       |
| 3. März 2006     | Orlando          | Vereinigte Staaten | Back Booth          |